# 阿基米德號蒸汽船
阿基米德號（英語：SS Archimedes）是1839年在英國建造的一艘蒸汽船。她是世界上第一艘由螺旋槳驅動的船艦。
阿基米德號影響了船艦技術的發展，除了影響了商用船隻外，也同時促使了皇家海軍採用螺旋槳。她還啟發了伊桑巴德·金德姆·布魯內爾設計出SS大不列顛號，該船是當時世界上最大的船隻，也是第一艘穿越大西洋的螺旋槳推進式輪船。

## 背景
自從阿基米德於西元前三世紀發明了阿基米德式螺旋抽水機後，人們已掌握了使用螺旋構造移動水的原理。但一直到18世紀蒸汽機發明後，螺旋槳推進系統才慢慢從理論變成實際可用的推進方式，但最初人們嘗試建造的原型船隻都遭遇到了失敗。
西元1807年，羅伯特·富爾頓成功建造出世界上第一個蒸汽動力船北河號。這艘船由槳輪驅動，槳輪因此成為當時最先進的推進系統。但螺旋槳的研究也同時在進行著，在1750年和1830年代之間，許多發明家取得了各種有關螺旋槳的專利，但這些發明很少進入實用化的測試階段，少部分真的進行實用化測試的發明則無法達到令人滿意的效果。

### 艾瑞克森與史密斯
西元1835年，英國的兩位發明家約翰·艾瑞克森和法蘭西斯·佩蒂特·史密斯各自對螺旋槳展開了研究。史密斯於5月31日首先取得了螺旋槳專利，六週後，在英國工作的瑞典天才工程師艾瑞克森也提交了他的專利。
史密斯隨後建造了一艘小型模型船來測試他的發明，並在他自家亨頓農場的一個池塘中展示，之後模型船移到了倫敦的皇家阿德萊德實用科學畫廊展出，當時的英國海軍部長威廉巴羅爵士也參訪了這艘原型船。在獲得一位名叫賴特（Wright）的倫敦銀行家的贊助後，史密斯建造了一艘30英尺、載重6噸、六匹馬力的平底船，並用自己的名字為她命名為法蘭西斯·史密斯號。法蘭西斯·史密斯號裝設了史密斯自己設計的木製螺旋槳，於1836年11月到1837年9月間在帕丁頓運河上展示。1837年2月的一次航行中，一場偶然的事故造成了兩圈的木製螺旋槳損壞，變為只剩下一圈，但史密斯驚訝地發現破損的螺旋槳反而讓船隻的推進速度從每小時四英里增進為到八英里。史密斯隨後將提交一份修改後的專利，以配合這一意外的發現。
在史密斯測試螺旋槳推進船隻的同時，艾瑞克森也在進行他自己的測試。西元1837年，艾瑞克森建造了一艘45英尺長的螺旋槳動力蒸汽船，並以他的贊助人，美國駐利物浦的領事之名命名為Francis B. Ogden號。1837年夏天，艾瑞克森在泰晤士河上向英國海軍部的資深人員展示了他建造的螺旋槳動力蒸汽船，其中包括海軍測量員威廉·西蒙德斯爵士。儘管測試的船速達到了每小時10英里，足以媲美當時主流的外輪船，但是西蒙德斯與其他海軍人員並不重視。海軍部認為螺旋槳推進系統無法於遠洋航行中使用，而西蒙德斯則認為螺旋槳推進的船隻不能有效地操縱。被英國海軍部否決後，艾瑞克森建造了第二艘更大的螺旋槳推進船隻Robert F. Stockton號，並於1839年將她航行到美國，在那裡她很快得被美國海軍採用，成為美國海軍第一艘螺旋槳推進戰艦，普林斯頓號。
當時英國海軍抱持著螺旋槳不適合用於海上航行的觀點，而史密斯決心證明它是錯誤的。1837年9月，史密斯駕駛他的小船（安裝了改良版的單圈鐵製螺旋槳）從倫敦的布萊克沃爾出發，航行至肯特郡的海斯，沿途停靠了拉姆斯蓋特、多佛和福克斯通等港口。在9月25日返回倫敦的途中，英國海軍與官員目睹了史密斯的船隻在大海中遭遇到暴風並順利航行。之後海軍部對螺旋槳推進技術的興趣恢復了，他們鼓勵史密斯建造一艘全尺寸的船隻，以更確實的驗證螺絲槳推進技術的有效性。受到海軍重視後，史密斯開始吸引投資者進行投資，包括銀行家賴特和J. and G. Rennie工程公司，他們共同成立了一家名為船舶螺旋槳公司（Ship Propeller Company）的新公司。該公司原本預計將首艘建造的船隻命名為螺旋槳號（Propeller），但最終以一位西元前三世紀的偉大發明家阿基米德為船命名為阿基米德號（Archimedes）。

## 設計與建造
1838年，亨利·維姆斯特在倫敦建造了阿基米德號。根據史密斯本人的說法，這艘船是由英國橡木製成的，但在勞氏集團的登記資料裡指出該船至少部分的龍骨是採用波羅的海冷杉。該船長125英尺，寬22.5英尺，載重237噸。她被建造成一艘雙桅縱帆船，有著經典的船體線條、細長的raking funnel和桅杆，在當時被認為是一艘漂亮的船隻
。

### 機械構造
一開始，史密斯在尋找合適的發動機時遇到了一些困難，因為螺旋推進器不停發生一些他不熟悉的技術問題。最後J. and G. Rennie公司同意為史密斯設計並建造引擎，而Rennies本身也被說服在船艦及相關技術上共同獲取經濟利益。
由Rennies公司提供的兩台引擎，擁有兩個37英寸的三衝程氣缸，額定馬力約為80，實際馬力約為60。引擎轉速為26 rpm，通過傳動裝置以140rpm的轉速驅動旋槳，鍋爐運作壓力為6 psi。1838年10月船隻下水後，1839年安裝引擎。
齒輪傳動系統同樣也產生了許多技術問題。史密斯透過圓柱齒輪和內齒輪將引擎的動力傳至螺旋槳，其中最大的齒輪使用鵝耳櫪屬（一種傳統上用於在風車上傳動的白色木材）製造。但實際運作後發現這個齒輪傳動裝置噪音很大，而且船尾在航行中會產生很強的震動。

## 航行歷史
1839年5月2日，阿基米德號展開了她的首航：從倫敦到泰晤士河口附近的施爾尼斯。5月15日，她開始了第一次海上航行：從格雷夫森德到樸茨茅斯，她以出乎意料的10節航行速度高速完成了航程。稍後在樸茨茅斯港，阿基米德號在競速航行中擊敗了當時英國海軍部最快速的船隻HMRC Vulcan號，目睹這些表現的海軍高級官員因此對阿基米德號產生深刻印象。

## 腳註
1. ↑  The emphasis here is on ship. There were a number of successful propeller-driven vessels prior to Archimedes, including Smith's own Francis Smith and Ericsson's Francis B. Ogden and Robert F. Stockton. However, these vessels were boats—designed for service on inland waterways—as opposed to ships, built for seagoing service.
2. ↑  "The type of screw propeller that now propels the vast majority of boats and ships was patented in 1836, first by the British engineer Francis Pettit Smith, then by the Swedish engineer John Ericsson. Smith used the design in the first successful screw-driven steamship, the Archimedes, which was launched in 1839."—Marshall Cavendish, p. 1335.
3. ↑  "The propeller was invented in 1836 by Francis Pettit Smith in Britain and John Ericsson in the United States. It first powered a seagoing ship, appropriately called the Archimedes, in 1839."—Macauley and Ardley, p. 378.
4. ↑  "In 1839, the Messrs. Rennie constructed the engines, machinery and propeller, for the celebrated Archimedes, from which may be said to date the introduction of the screw system of propulsion ..."—Mechanics Magazine, p. 220.
5. ↑  "It was not until 1839 that the principle of propelling steamships by a screw blade was fairly brought before the world, and for this we are indebted, as almost every adult will remember, to Mr. F. P. Smith of London. He was the man who first made the screw propeller practically useful. Aided by spirited capitalists, he built a large steamer named the "Archimedes", and the results obtained from her at once arrested public attention."—MacFarlane, p. 109.
6. ↑  Fincham, pp. 339-341.
7. ↑  Smith, pp. 66-67.
8. ↑  Fincham, pp. 339-344.
9. 1 2  Bourne, p. 84.
10. ↑  In the case of the Francis B. Ogden, Symonds was correct. Ericsson had made the mistake of placing the rudder forward of the propellers, which made the rudder ineffective. Symonds believed that Ericsson tried to disguise the problem by towing a barge during the test.
11. ↑  Bourne, pp. 87-89.
12. 1 2  Bourne, p. 85.
13. ↑  Herapath, p. 456.
14. ↑  Some sources state that the ship was 106 feet long; they appear to have mistaken the overall length with the length between perpendiculars.
15. ↑  Schaefer and Hedge, p. 191.
16. ↑  Fincham, p. 346.
17. ↑  Smith, p. 70.
18. ↑  Preble, p. 146.
19. ↑  Burgh, p. 11.